# Pseudosciara thoracica
Pseudosciara thoracica är en tvåvingeart som först beskrevs av Franz Lengersdorf 1930.  Pseudosciara thoracica ingår i släktet Pseudosciara och familjen sorgmyggor. Inga underarter finns listade i Catalogue of Life.